# Церковь Спаса Преображения в селе Остров
Храм Преображения Господня — православный храм в селе Остров Московской области, один из ярчайших примеров русского шатрового зодчества конца XVI века. Построен ближним боярином Борисом Годуновым в своей подмосковной усадьбе.
Ныне подворье Патриарха Московского и всея Руси, памятник архитектуры федерального значения.

## История
Село Остров с XV века известно как резиденция московских князей. Точная дата сооружения существующего белокаменного здания церкви не установлена. Традиционно храм относят к эпохе Ивана Грозного. Вольфганг Кавельмахер в монографии, посвящённой храму, обосновал постройку памятника Борисом Годуновым в конце XVI века и выдвинул предположение, что храм был завершён уже в начале XVII века.
Колокольня в неоготическом стиле сооружена в 1830—1838 годах. Тогда же к церкви была пристроена низкая паперть. В советское время здание пустовало.
После возвращения Русской православной церкви в 1992 году начались достройки: в конце 1990-х рядом была поставлена часовня преподобного Серафима Саровского, а летом 1999 года вторая — святителя Николая Чудотворца с деревянной скульптурой святого (как Никола Зарайский, он держит в руках меч и церковь Преображения).

## Архитектура
Церковь Спаса Преображения относится к шатровым храмам, построена из известняка, имеет высоту около 40 м. Крестчатое в плане основание церкви несёт восьмерик, завершенный гладким шатром. Места перехода от основания к восьмерику и от восьмерика к шатру декорированы ярусами кокошников (общим числом 144). Крестчатый столп декорирован 12 главками. По сторонам столпа расположены два одинаковых придела в псковском стиле, перекрытых системой ступенчатых закомар. С севера, запада и юга храм обходит крытая галерея, выстроенная в первой трети XIX века. Крестчатый стол церкви напоминает столп возведённого ранее храма Вознесения в Коломенском, однако «кристаллическая» форма объёма храма, напоминающий о западноевропейской готической архитектуре далеко вынесенный карниз, аркатурный фриз, обилие кокошников делают островской храм уникальным, не имеющим аналогов среди шатровых церквей XVI века.

## Клирики
- С 31 декабря 2015 года настоятель — священник Илия Пиэсис.
- Протоиерей Виктор Сандар[4]